# Gomesa foliosa
Gomesa foliosa là một loài thực vật có hoa trong họ Lan. Loài này được (Hook.) Klotzsch ex Rchb.f. mô tả khoa học đầu tiên năm 1852.